# Set sermons als morts
Set sermons als morts (en llatí: Septem Sermons ad Mortuos) és un opuscle de Carl Gustav Jung escrit al 1916 per a una edició privada. Jung el regalava a vegades als seus amics i afins, i no es podia pas comprar en llibreries. Més endavant considerà aquesta obra com un «pecat de joventut» i se'n va retractar i desdir.

## Introducció
Per a poder arribar a entendre la necessitat d'escriure aquest text cal conéixer els antecedents en què se situa la biografia de l'autor, partint des del 1913, any en què es produirà la seua ruptura amb Sigmund Freud, fins al 1916, data en què escriu l'opuscle. En aquests tres anys es generarà una etapa de descobriment i transformació personal i l'evolució de tota la seua obra.

## L'anàlisi de l'inconscient: anotació biogràfica

### Dol i renaixement
Després de la separació de Freud el 1913 comença en Jung una època d'inseguretat i desorientació. Se centra a trobar una nova actitud enfront dels pacients; realitza una recapitulació de si mateix, i arriba a formular la pregunta: «Quin és, doncs, el teu mite, en el qual vius?». És en aquest punt quan considera que «havia arribat al límit».
A la infructuosa anàlisi inicial dels seus somnis i fantasies diürnes des d'una perspectiva psicoanalítica, segueix l'acceptació del desconeixement sobre el que feia i del que li ocorria. Decideix llavors «abandonar-se conscientment als impulsos de l'inconscient». D'ací deriva la necessitat del joc, la construcció i edificació infantils com a elements preliminars en la troballa del seu propi mite. Salva la distància existent entre l'adult i el xiquet d'onze anys replet d'una vida fecunda que a ell li mancava: el vehicle en fou la repetició dels seus jocs infantils evocats en les fantasies emergides del seu inconscient.
Tot això continuà existint en la seua vida posterior. Sempre que se li embussava recorria a la pintura o a l'escultura com «un ritu d'entrada per a les idees i treballs subsegüents».
Cap a tardor d'aquest mateix any, Jung al·ludeix a una transposició de la seua simptomatologia interna de caràcter psíquic, cap a fora, com si es tractàs d'una realitat concreta. És quan té al·lucinacions, la primera, durant un viatge, arribaria a durar una hora; i s'anirien repetint-se al llarg del temps. La conclusió inicial a la qual arriba és la de l'inici d'una psicosi. Durant la primavera i començament de l'estiu del 1914 li tornarien a succeir episodis semblants, aquesta vegada en forma de tres somnis successius. El caràcter en continuava sent de tipus catastrofista. L'1 d'agost esclataria la Primera Guerra Mundial i la confirmació del caràcter premonitori dels seus somnis i visions, que arraconà les seues primeres temptatives diagnòstiques.
Davant aquestes circumstàncies, intenta esbrinar què li succeïa i per què la seua vida depenia ara de la col·lectivitat.

### Els arquetips de l'inconscient col·lectiu
El caràcter d'experiment científic implícit en la confrontació amb el seu inconscient acabà sent també «un experiment que tingué lloc en mi». El contingut d'aquesta experimentació consistia a «traduir les meues emocions en imatges, és a dir, trobar aquelles imatges que s'amagaven darrere de les emocions». Després anotava les fantasies emergides que donaven expressió a les condicions psíquiques implícites amb un llenguatge poètic, perquè aquest és el llenguatge dels arquetips i de l'inconscient. És a partir d'ara quan començaria a albirar les esperades respostes a les preguntes formulades en el buit, i amb això a l'edificació del seu corpus teòric i psicoterapèutic.

#### L'heroi i l'ombra
Fou el 12 de setembre del 1913 quan «em vaig decidir a fer el primer pas». Després d'una primera visió, amb al·lusions al mite de l'heroi i del sol, «un drama de mort i renovació», sis dies més tard tingué un somni en què es mostraven l'arquetip de l'ombra i de nou l'arquetip de l'heroi, aquesta volta representat per Sigurd, al qual calia assassinar. Aquest representava la voluntat conscient del jo, la imposició heroica de la pròpia voluntat; tanmateix, «calia donar fi a aquesta identitat amb l'ideal de l'heroi; perquè hi ha una cosa més alta que la voluntat del jo, a la qual calia sotmetre's». Jung havia de sacrificar el seu ideal i la seua actitud conscient.

#### El vell savi, l'ànima i l'heroi
A fi d'agilitar el seu experiment amb l'inconscient recorrerà a representar-se mentalment un pendent per tal de captar millor les seues fantasies i descendir als estrats més profunds de la psique. D'ací sorgirà l'episodi en què albira tres noves figures: Elies, arquetip del vell savi, encarnació del logos, l'element racional; Salomé III, arquetip de l'ànima, o arquetip de la força femenina, representada cega, encarnació d'Eros, l'element eròtic; i una serp negra, que anunciava novament el mite de l'heroi.

#### Filemó
En acabant, i des d'aquesta tríade, eixirà una nova figura que prové de l'arquetip del Vell Savi a la qual anomenarà Filemó, i la descriurà com «un pagà que aportava una influència egipciohel·lenística amb un matís gnòstic», «un guru», «un esperit», «un mestre de l'ànima».
| «                                          | Filemó i altres figures de la fantasia em convenceren que hi ha altres coses en l'ànima que no faig jo, sinó que ocorren per si mateixes i tenen vida pròpia. | » |
| — Records, somnis, pensaments]], pàg. 218. | |   |

Filemó és la figura desitjada per Jung en aqueixos moments de confusió, «una saviesa i un poder suprems que em desembullassen les espontànies creacions de la meua fantasia». D'una banda, comença a representar la motivació subjacent en l'elaboració dels Set Sermons i, de l'altra, dona lloc a una recapitulació teòrica i a una validació en l'existència autònoma dels arquetips, més enllà dels complexos, estenent «ad infinitum» la conceptualització limitant de l'inconscient freudià.

#### Ka
Més endavant, Filemó restaria condicionat a una altra figura que entraria en escena i a la qual Jung associaria amb el Ka egipci. Amb el temps integrà totes dues figures gràcies a l'alquímia. Filemó representava el món espiritual, el sentit; Ka, un esperit de la natura, una espècie de dimoni terrestre o metàl·lic.

#### L'ambivalència de l'ànima
Davant la disjuntiva entre si el que estava experimentant era art i no pas ciència, va poder afrontar i aprehendre de nou l'ambivalent arquetip de l'ànima, l'ànima en el sentit primitiu, o el femení en l'inconscient col·lectiu d'un ésser humà masculí (el masculí en l'inconscient col·lectiu d'una dona el denominà ànimus).
Al principi impressionat per l'aspecte negatiu de l'ànima, arribaria a descriure-la per la seua capacitat per a «generar timidesa davant la seua presència», per la seua «influència funesta sobre les persones», pel seu «caràcter persuasiu i insinuatiu», per la «força temptadora i astúcia fonda amb què s'expressa», pel seu «plec, altaveu de l'inconscient, capacitat d'anihilació sobre una persona». Tot això, però, permeté a Jung comprendre com era de decisiva en darrera instància la consciència a l'hora d'equilibrar les manifestacions arquetípiques de l'inconscient, recordant que l'ordre d'importància no raïa en cap sistema preferent sinó en una articulació de contraris psíquics que es presentava en forma de conflictes, compensacions i complementarietats. El fi darrer consistia a apropiar-se d'una totalitat integradora des d'una immadura unilateralitat dissociativa. Com a pas previ a l'establiment d'una comunicació amb l'inconscient, i per tal de no veure'ns a mercé de l'arquetip, era ineludible arribar a diferenciar entre la consciència i el contingut de l'inconscient. Això s'aconseguia aïllant aquest darrer per un procés de personificació.
L'ànima, però, té el seu aspecte positiu també, perquè «és la que facilita a la consciència les imatges de l'inconscient».

## Individuació: meta vital i terapèutica
Del contingut del procés biogràfic relatat per Jung en les seues memòries es dedueix una interrelació recíproca entre subjecte i objecte, i es redescobreix un coneixement que s'autovalida al seu torn en l'experimentador. És l'ésser humà com a microcosmos del macrocosmos.
La psicologia analítica creada per Jung parteix d'una estructuració psíquica constituïda per un inconscient col·lectiu en la psique de cada individu, de manera que la consciència centralitzada en el jo ja no establirà relacions exclusives de reciprocitat amb els complexos de l'inconscient personal, sinó que es trobarà també amb els constituents transpersonals de l'inconscient col·lectiu: els arquetips.
Al procés d'interrelació consciència-inconscient col·lectiu al llarg de la biografia de l'individu, Jung el denominà procés d'individuació. En cada moment d'aquest procés vital emergeix a poc a poc el caràcter de l'individu o individualitat psíquica, personificada per l'arquetip del si mateix, jo nuclear tant del conscient com de l'inconscient col·lectiu, a diferència del jo nominatiu, subjecte unilateral de la consciència.
L'objectiu darrer de la psicologia dels complexos o psicologia analítica rau en el desplegament d'aquest arquetip central al llarg de l'ininterromput corrent sobre el qual navega «aqueix procés que crea un individu psicològic, és a dir, una unitat a part, indivisible, un tot», en la constitució, diferenciació i consciència relativa dels arquetips, un diàleg entre conscient i inconscient.
Tres seran les vies per al procés d'«arribar a ser un individu», «arribar a ser un mateix»: 
1. El desenvolupament vital ineludible.
2. La interpretació dels somnis.
3. I la imaginació activa, o mètode estudiat per Jung per a establir un diàleg actiu en estat de vigília amb l'inconscient. Estant relaxat, com en trànsit, se centra l'atenció en una imatge (com ara, provinent d'un somni), i se'n qüestiona l'origen, significat, etc., com si es tractàs d'una altra persona.[13]

## Schwarzes BuchiRotes Buch
| «                                            | Comprendí que ningún lenguaje es tan perfecto que pueda sustituir a la vida. Si se intenta sustituir la vida, no sólo no se consigue, sino que a la vida se la arruina. | » |
| — Recuerdos, sueños, pensamientos, pag. 224. | |   |

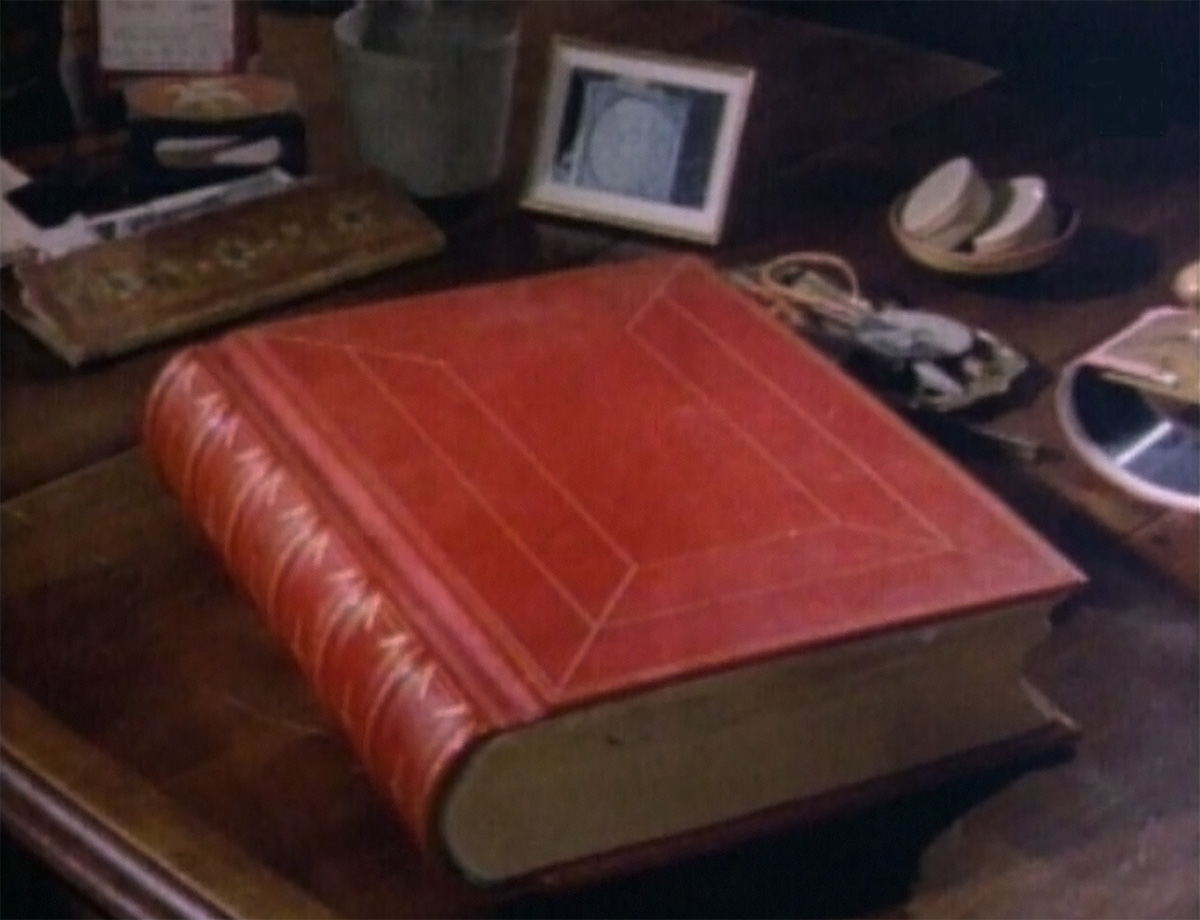
A més del manuscrit dels Set sermons als morts elaborat el 1916, Jung transcrigué les seues experiències entre el 1914 i el 1930 en el seu famós Llibre roig

Les fantasies que en aquells dies se li presentaven a Jung les escrivia de primer en els Schwarzes Buchern (Llibres negres) i posteriorment les transcrivia al Rotes Buch (Llibre roig), ampliat amb il·lustracions, i una n'era la de Filemó.
Aniela Jaffé explica que "els Schwarzes Buchern comprenen sis volums enquadernats en pell negra; el Rotes Buch, un infoli enquadernat en pell roja, conté les mateixes fantasies, però en una forma i llenguatge retocats i en escriptura gòtica cal·ligràfica, a la manera dels manuscrits medievals".

Afegeix Jung en l'ocàs de la seua vida l'intent de traduir les seues fantasies estèticament al llarg del Llibre roig. Albirant la seua incapacitat per a «utilitzar el llenguatge adequat», renunciaria al factor estètic en favor de la comprensió científica, tot i reconeixent el seu deute respecte al primer, perquè sense aquesta dedicació no hagués entès «la seua obligació moral respecte a les imatges».
| «                                        | Vaig comprendre que cap llenguatge és tan perfecte que puga substituir la vida. Si s'intenta substituir la vida, no sols no s'aconsegueix pas, sinó que s'arruïna la vida. | » |
| — Records, somnis, pensaments, pàg. 224. | |   |

Davant l'autonomia de l'inconscient recomana complir amb una obligació intel·lectual i moral. Davant l'imaginal hauria d'insistir-se en l'enteniment sense renunciar-ne a la comprensió; sempre, però, amb el deure moral d'aprehendre que el calidoscòpic món que ens ofereix l'ànima no pot ser pas substituït pel logos. Eros i Logos, vida i raó, són dos principis diferents, oposats i complementaris, i n'és infructuosa la mútua substitució. Cal a més de comprensió, la realització en vida de les imatges, vivenciar el que es manifesta. El contrari seria limitar-se a un motiu de sorpresa que comportaria efectes negatius de l'inconscient, s'arrabassaria a l'existència la integritat, i s'atorgaria a la individualitat la fragmentació.
Jung inserirà en les seues memòries dos escrits independents del Schwarzes Buch i Rotes Buch:
1. D'una banda, un Complement al Rotes Buch (1959).[15]
2. I d'altra, després de dubtar i només «en ares de l'honradesa», els Septem Sermons ad Mortuos (1916), i no permeté que es revelàs el significat de l'anagrama del final de l'opuscle:[16]

| «                                        | NAHTRIHECCUNDE GAHINNEVERAHTUNIN ZEHGESSURKLACH ZUNNUS | » |
| — Records, somnis, pensaments, pàg. 460. |                                                        |   |

Tant els Llibres negres com el Llibre roig no arribarien a publicar-se inicialment. Tanmateix, hi ha una fundació, la Philemon Foundation, el projecte fonamental de la qual és actualitzar tot el treball de C. G. Jung incloent material disponible no editat en les  Obres Completes. L'acte nuclear de la fundació fou completar el finançament del Llibre roig per a publicar-lo, l'obra més important des de la seua mort. L'aparició d'aquest treball, el 7 d'octubre del 2009, així com dels Llibres negres el 13 d'octubre del 2020, inaugurà una nova era en l'estudi de Jung, i permeté que la gènesi del seu treball posterior fos entés basant-se en un ferm equilibri històric.

## Set sermons als morts
Després d'una gradual transformació, el 1916 Jung va sentir la necessitat imperiosa d'escriure, «impulsat des de dins a formular i expressar el que podria haver dit Filemó». D'aquesta força ineludible, aparentment dirigida des del més profund de l'inconscient col·lectiu, sorgirien els Set sermons als morts amb el seu llenguatge característic.

### Manifestacions de l'inconscient col·lectiu
A una inicial intranquil·litat subjectiva va seguir la manifestació preliminar per tota la seua casa d'una sèrie de fenòmens parapsíquics o paranormals presenciats per tota la seua família, dels quals ja tenia coneixement i experiència, tenint en compte que la seua tesi doctoral «Sobre la psicologia i patologia dels anomenats fenòmens ocults», realitzada amb el professor Eugen Bleuler en la facultat de medicina de la Universitat de Zúric el 1902, versava sobre el que llavors es preferia denominar espiritisme i fenòmens associats. També cal recordar que la mare de Jung, Emilie Preiswerk (1848-1923), tenia una personalitat marcadament dissociativa que va influir molt en el tret intuïtiu de Jung, tan cridaner per a tots els qui el conegueren, o que el material que conformà la seua tesi l'extragué de les sessions d'espiritisme fetes en sa casa des del 1896. Hui se sap que la pacient anomenada en la seua tesi doctoral la senyoreta S. W. era la seua cosina Hélène Preiswerk.
Les manifestacions en foren:
1. La seua filla major veia a la nit una figura blanca travessant la cambra.
2. A la seua altra filla li van aixecar la manta del llit en dues ocasions a la nit.
3. El seu fill de nou anys va tenir un somni terrorífic al qual anomenà «el dibuix del pescador»: hi apareix representat com a figura central un pescador que acabava d'agafar un peix del riu. Al seu davant té, d'una banda, la figura del diable reclamant-li aquest peix com a furtat, i de l'altra, un àngel defensant la innocència del pescador.
4. Les seues dues filles i Jung mateix van percebre el so de la campaneta de la porta, però en obrir-la no hi havia ningú.

La conclusió a què arribarà Carl Gustav Jung és que sa casa era plena d'esperits, i davant la pregunta «Per l'amor de Déu, què és això?», escoltaria a l'uníson aquesta resposta, inclosa a posteriori en l'encapçalament del Sermo I dels Set Sermons als morts:
| «                                               | Venim de Jerusalem, on no trobem pas el que cerquem. | » |
| — Records, somnis, pensaments, pàgs. 227 i 448. |                                                      |   |

És llavors quan començà a escriure'n el text, resolent la situació d'infestació als tres dies d'haver-lo acabat.

### Pèrdua de l'ànima

Helena de Troia

Jung convida a acceptar el que ha ocorregut tal com va ser experimentat, i a eludir qualsevol intent de reduccionisme i tergiversació, emparat per un pretés omniscient coneixement científic o la seua anihilació mitjançant l'anomalia.
Recuperant la síntesi de la seua conceptualització, i permetent així seguir observant allò que es manifesta com a resultat d'una equació en què intervenen el mundus imaginalis i el que és quotidianament fàctic, es pot entendre que la matèria és l'aspecte concret de l'inconscient col·lectiu, que el món en general estaria d'aquesta manera estructurat i configurat a partir dels constituents més immediats de la psique col·lectiva, els arquetips, i que qualsevol fenomen de sincronia deriva de la ininterrompuda comunicació que hi ha entre tots dos sistemes.
Així relata Jung la possible relació que pogués haver tingut allò que ha succeït amb l'estat emocional en què es trobava, i des del qual podrien haver-se produït fenòmens parapsicològics. Es tractava d'una constel·lació inconscient, és a dir, de l'activació d'un complex psicològic provinent generalment d'una reacció de naturalesa emocional (conscient o inconscient), ja siga davant d'una persona o situació, i és aquesta constel·lació de caràcter numinós. El numen d'un arquetip representa l'agent o efecte dinàmic, no resultant d'un acte volitiu, que captura i controla a l'individu.
Poc abans del retorn dels morts ocorregué un altre fet important consignat per Jung com a pèrdua de l'ànima. Més de dues dècades després, al 1939, exposarà davant el Cercle Eranos la seua obra Sobre renàixer, en què explicarà que la desaparició de l'ànima en una fantasia era un fet freqüent entre els pobles primitius. Correspondria a una alteració de la personalitat en forma de disminució. L'ànima se'n pot anar de manera brusca i donar lloc a un trastorn en la salut de l'individu. La seua explicació es trobaria en el fet que la ment primitiva disposaria d'un funcionament sobretot pulsional, emocional i inconscient i, per això, tendent a la dissociació, abans que a la integració mental. Requeriria d'un major esforç per a funcionar des de la consciència i la volició, en situar-se d'una manera més propera als continguts de l'inconscient. Hi puntualitzà, però, que això no significava que l'individu civilitzat estigués exempt d'aquesta pèrdua. Pierre Janet ja havia apuntat al 1909 com a denominació alternativa la mateixa simptomatologia: abaissement du niveau mental. Es trobaria en aquest cas un rebaixament de la tensió de la consciència sentit subjectivament com a pesantor, desgana i tristor, i n'és l'origen l'absència d'energies disponibles.

Per a Jung, l'ànima es representa en la persona pel seu arquetip. L'ànima és l'aspecte femení present en l'inconscient col·lectiu dels hòmens, i l'aspecte masculí present en la psique col·lectiva de les dones el denominà <i>ànimus.</i> Si a això s'afegeix que l'ànima representa l'arquetip de la vida, i n'és el seu principi Eros, tot reflectint la naturalesa d'allò que és relacional, se'n deduirà que la pèrdua de l'ànima significa la pèrdua vital i vinculativa. L'arquetip de l'ànima ha hagut de desprendre's del nivell conscient i emprendre el camí de l'inconscient col·lectiu. Des de la teorització de Jung, no es tractaria pas d'una pèrdua real, sinó d'una desvinculació arquetípica que comporta una descompensació com a constel·lació inconscient. L'arquetip de l'ànima s'ha retirat a l'inconscient, al «país dels morts». En termes energètics, l'aspecte conscient es buida en revifar-ne l'inconscient. Si l'ànima crea la relació en l'inconscient, i aquest representa al país dels morts, «en un cert sentit és una relació també amb la col·lectivitat dels morts»: 
| «                                        | En el «país dels morts» l'ànima experimenta un secret reviscolament i dona forma a les petjades ancestrals, als temes col·lectius de l'inconscient. Igual que un mèdium, dona als morts la possibilitat de manifestar-se. Per això, molt aviat després de la desaparició de l'ànima aparegueren en mi els «morts», i sorgiren els «Septem Sermones ad Mortuos». | » |
| — Records, somnis, pensaments, pàg. 228. | |   |

Finalitza Jung reconeixent que els Set sermons foren una mena de pròleg, un cert croquis i resum del que havia de transmetre al món sobre l'inconscient.

## Sobre la vida després de la mort
Seria l'elaboració del manuscrit i totes les experiències viscudes a l'entorn del «país dels morts» allò que duria a Jung al convenciment que la creença popular que els morts són els que tenen més saviesa era qüestionable. Ja des del cristianisme i la seua al·lusió al fet que «en la glòria mirarem la veritat a la cara», o des del platonisme filosòfic grec de l'alliberament de l'ànima de la presó corporal una volta conclòs el període d'existència, tot semblava indicar que «això no obstant, possiblement les ànimes dels morts no saben sinó el que sabien en el moment de morir i res més. D'ací els seus esforços per penetrar en la vida i participar en el saber humà». Els Septem sermons ad mortuos representarien, entre altres aspectes, la resposta donada per Jung a la demanda de saber que els morts interpel·laven amb la seua presència. D'ací la frase inicial Venim de Jerusalem, on no trobem el que buscàvem. També constituiria una compensació mútua entre el món conscient i l'inconscient col·lectiu.
D'altra banda, estableix Jung la possibilitat que molts éssers humans vulguen assolir en la mort el nivell de consciència que no van trobar pas en vida. Per això, totes les persones que en l'instant de la mort van quedar per sota de les seues possibilitats, incloent allò comprés per altres persones de la seua època, l'esperit del temps, prosseguirien tal desenvolupament en el «país dels morts».